# Jack Kramer
Pour les articles homonymes, voir Kramer.
John Albert Kramer, dit Jack Kramer, né le 1er août 1921 à Las Vegas et mort le 12 septembre 2009 à Los Angeles, est un joueur, promoteur et administrateur de tennis américain.
Il a l'un des grands artisans de l'expansion du tennis professionnel au début des années 1970.
Il est membre du International Tennis Hall of Fame depuis 1968.

## Biographie
Sa famille s'installe en Californie lorsqu'il a 12 ans. Il découvre le tennis à 13 ans.
Jack Kramer a été l'un des premiers joueurs à imposer un jeu très offensif de type service-volée qui sera ensuite appliqué par bon nombre de ses adversaires.
Vainqueur de Tom Brown en finale du tournoi de Wimbledon 1947, puis de Frank Parker au championnat des États-Unis, Jack Kramer décide de passer professionnel à la fin de l'année. Entre le mois de décembre jusqu'en mai 1948, il remporte sa première tournée contre Bobby Riggs sur le score de 69 à 20. En fin d'année, il s'impose à l'US Pro puis l'année suivante à Wembley à chaque fois contre Riggs.
Entre les mois d'octobre 1949 et mai 1950, il bat Pancho Gonzales 96 victoires à 27. Opposé à Pancho Segura au cours de l'hiver 1951, il gagne 64 matchs pour 28 défaites. Il remporte une quatrième tournée majeure entre janvier et juin 1953 contre Frank Sedgman (54 à 41). Il prend sa retraite sportive en 1954 en raison d'une blessure au dos.
Au cours des années 1950 et 1960, il est le principal promoteur de tournées professionnelles, parvenant à convaincre les meilleurs amateurs australiens et américains à rejoindre sa troupe de professionnels en échange de primes importantes. En 1970, il est à l'origine de l'International Grand Prix circuit et de son système de points, précurseur du classement ATP qui sera introduit en 1973. Il participe activement à la création en septembre 1972 de l'ATP en compagnie de Donald Dell et Cliff Drysdale. Il en devient le premier directeur.
Il a par ailleurs été consultant pour la BBC et pour la télévision américaine, couvrant le tournoi de Wimbledon et les championnats américains jusqu'au début des années 1970. Dans les années 1980, il a été représentant des directeurs des tournois au Men's International Professional Tennis Council (conseil de joueurs professionnels), puis président de la Southern California Tennis Association. Il a un temps été directeur du tournoi de Los Angeles avant de passer la main à son fils Bob. Marié à Gloria en 1944, il est le père de cinq enfants.
Jack Kramer meurt d'un cancer à l'âge de 88 ans.
L'acteur Bill Pullman l'incarne dans le film Battle of the Sexes, sorti en 2017.